# Gustaf Hammarsten
Carl Gustaf Hammarsten, född 2 september 1967 i Stockholm,  är en svensk skådespelare.

## Biografi
Efter att ha funderat på en karriär inom reklambranschen bestämde han sig istället för att satsa på skådespeleri och utbildade sig vid Calle Flygare Teaterskola. Därefter studerade han vid Teaterhögskolan i Stockholm och tog examen 1995.  Han filmdebuterade i en liten roll i Ingmar Bergmans och Bille Augusts stora SVT-serie, Den goda viljan (1991) och tilldelades 2004 Toriono Cinema delle donne festivalpris för bästa skådespelare för sin medverkan i Tillfällig fru sökes. 2009 fick han internationell uppmärksamhet för sin medverkan i Hollywoodfilmen Brüno, som den främsta birollen, assistenten Lutz. Han var även med i M. Night Shyamalans film Old från 2021. Vintern 2011 gjorde han huvudrollen i julkalendern i Sveriges Television, Tjuvarnas jul.
År 2000 spelade han en av rollerna i Lukas Moodyssons dramakomedifilm Tillsammans. 23 år senare kom en uppföljare till filmen, kallad Tillsammans 99, vilket ledde till att Hammarsten nominerades till Guldbaggen för bästa manliga huvudroll vid Guldbaggegalan 2024.
Första stora scenrollen var som Nick Carter i Jan Sandströms och Lars Sjöbergs opera Bombi Bitt och Nick Carter (1994, SVT-version 1995) på Norrlandsoperan och han har också spelat på bland annat Folkteatern i Gävleborg, Göteborgs stadsteater, Teater Galeasen, Orionteatern och Stockholms stadsteater.
2011 var han värd för Sommar i P1 och samma höst med i SVT:s Sommarpratarna, där han pratade om sin barndoms stora blyghetsproblem. I december samma år var han huvudperson i SVT:s Dom kallar oss skådisar.

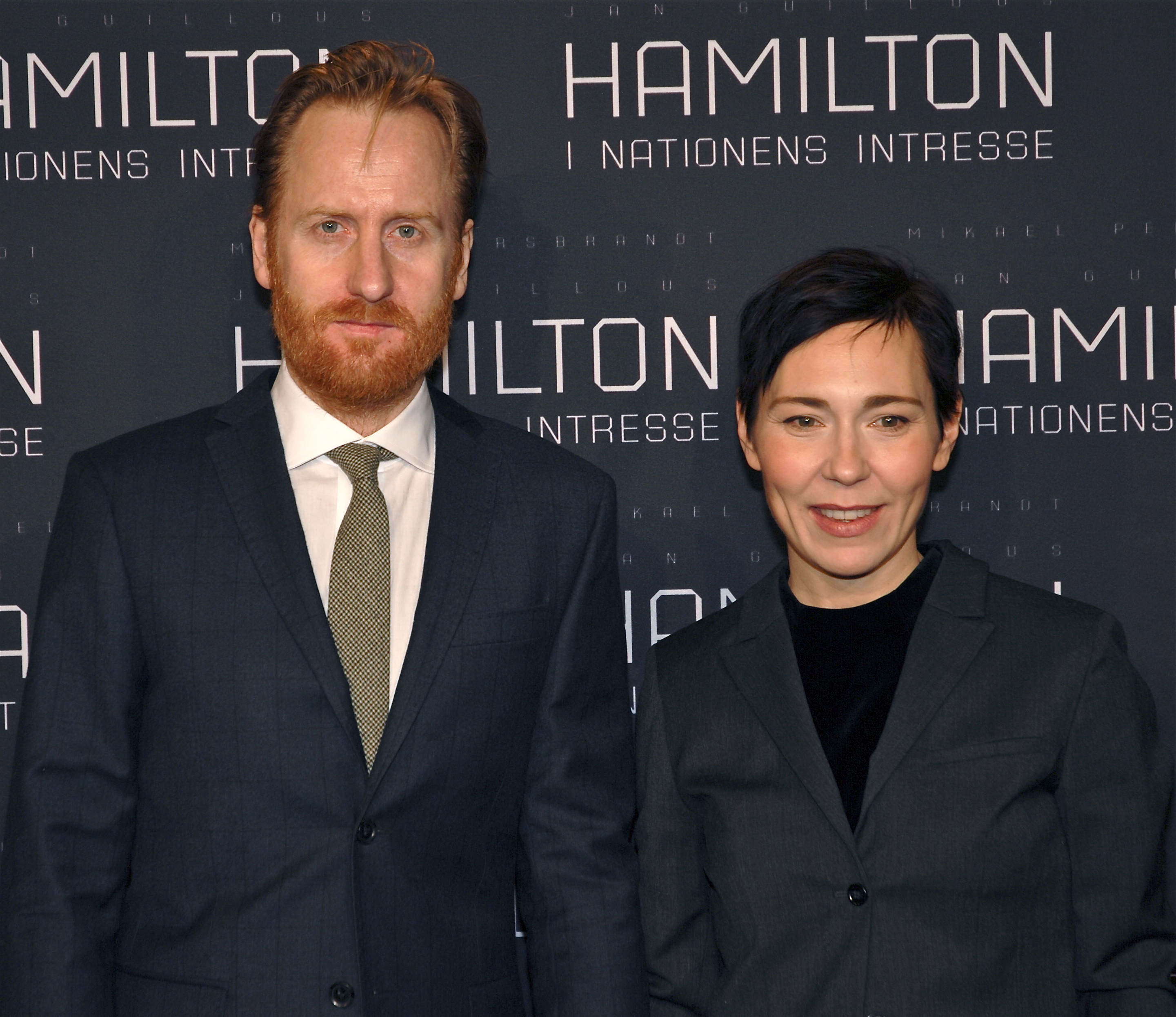
Gustaf Hammarsten tillsammans med sambon Jessica Liedberg, 2012.

Sedan 1998 lever Hammarsten tillsammans med skådespelaren Jessica Liedberg. Tillsammans har de tre barn.

## Filmografi (i urval)

### Film
- 1996 – Ellinors bröllop
- 2000 – Tillsammans
- 2001 – Minoes
- 2002 – Beck – Okänd avsändare
- 2002 – Hon
- 2002 – Kontraktet
- 2003 – Capricciosa
- 2003 – Tillfällig fru sökes
- 2003 – Skenbart – en film om tåg
- 2005 – Wallander – Steget efter
- 2009 – Brüno
- 2011 – Jeg reiser alene
- 2011 – The Girl with the Dragon Tattoo
- 2012 – Hamilton – I nationens intresse
- 2012 – Piraterna! (röst som Charles Darwin)
- 2012 – Berättelsen om Pi (röst som författaren Yann Martel)
- 2013 – Mördaren ljuger inte ensam
- 2013 – Wallander – Försvunnen
- 2013 – Hokus pokus Alfons Åberg (röst som Pappa Åberg)
- 2014 – Stockholm Stories
- 2014 – Tjuvarnas jul – Trollkarlens dotter
- 2023 – Det är något som inte stämmer
- 2023 – Tillsammans 99

### TV-produktioner
- 1991 – Den goda viljan (TV-serie)
- 1999 – Ingen som jag
- 2000 – Låt stå! (TV-serie)
- 2002 – Cleo (TV-serie)
- 2003 – Virus au paradis (TV-serie)
- 2003 – De drabbade (TV-serie)
- 2007 – Hjälp! (TV-serie)
- 2007 – Kvarteret Skatan (TV-serie)
- 2007 – Parlamentet (TV-serie)
- 2007 – Kommissarien och havet - I denna stilla natt (TV-serie)
- 2008 – Om ett hjärta (TV-serie)
- 2008 – Leila bakar (TV-serie)
- 2010 – Våra vänners liv (TV-serie)
- 2010 – Världens bästa fritids (TV-serie)
- 2011 – Maria Wern - Må döden sova (TV-serie)
- 2011 – Tjuvarnas jul (TV-serie) (Julkalendern i Sveriges television)
- 2012 – Gäster med gester (TV-serie)
- 2013–2017 – Fröken Frimans krig (TV-serie)
- 2015 – Gåsmamman (TV-serie)
- 2016 – Midnattssol (TV-serie)
- 2018–2021 – Sjölyckan (TV-serie)
- 2019 – Anders knackar på (TV-serie)
- 2019 – Helt perfekt (TV-serie)
- 2020 – Morden i Sandhamn (TV-serie)
- 2021 – Udda veckor (TV-serie)
- 2021 – Thunder in my heart (TV-serie)
- 2023 – Kapningen (TV-serie)

## Teater

### Roller (ej komplett)
| År   | Roll                         | Produktion                                                     | Regi                 | Teater                                    |
| ---- | ---------------------------- | -------------------------------------------------------------- | -------------------- | ----------------------------------------- |
| 1991 | Stroppen                     | Peter Pan J.M. Barrie                                          | Jackie Söderman      | Dramaten                                  |
| 1995 | Botten Vävare                | En midsommarnattsdröm William Shakespeare                      | Peter Oskarson Ma Ke | Orionteatern/ Teaterhögskolan i Stockholm |
| 2001 | Axenty                       | En dåres anteckningar Nikolaj Gogol                            | Petra Berg-Holbek    | Stockholms stadsteater                    |
| 2002 | Erik                         | Gifta vänner Donald Margulies                                  | Sara Cronberg        | Stockholms stadsteater                    |
| 2004 | Frank                        | Elling Axel Hellstenius                                        | Bo Hermansson        | Vasateatern                               |
| 2004 | Trofimov                     | Körsbärsträdgården Anton Tjechov                               | Lennart Hjulström    | Stockholms stadsteater                    |
| 2006 |                              | Lilla Jönssonligan och glasskampen Figge Norling och Per Grytt | Figge Norling        | Vasateatern                               |
| 2008 | Mjölnaren A Skolmästarn Mark | Stora landsvägen August Strindberg                             | Wilhelm Carlsson     | Stockholms stadsteater                    |
| 2010 | Vilgot                       | Har ni fest eller? Larry Shue                                  | Stefan Wiik          | Fjäderholmsteatern                        |
| 2015 |                              | Det flygandet barnet Roland Schimmelpfennig                    | Lars Rudolfsson      | Orionteatern                              |

## Ljudboksuppläsningar (i urval)
- 2012 - De korrupta av Robert Kviby